# Tương tác thuốc

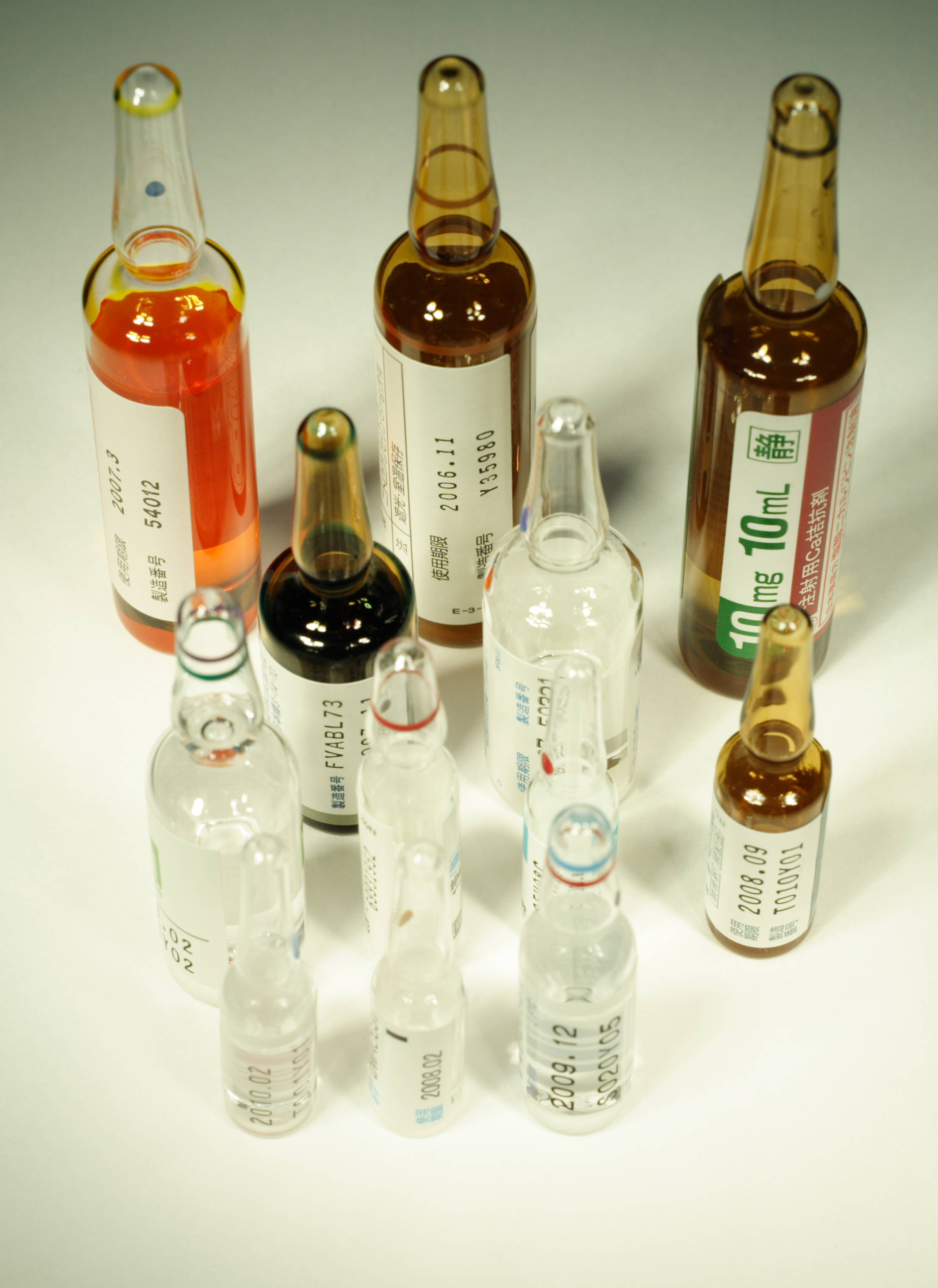
Một số loại thuốc có thể tương tác dược lý và ảnh hưởng đến hoạt động của các loại thuốc khác.

Tương tác thuốc là sự thay đổi tác dụng hoặc tác dụng phụ của thuốc do việc sử dụng thuốc đồng thời với thực phẩm, đồ uống, thực phẩm bổ sung hoặc các thuốc khác.
Có nhiều nguyên nhân của tương tác thuốc. Ví dụ, một loại thuốc có thể làm thay đổi dược động học, hấp thu, phân phối, chuyển hóa hoặc bài tiết của thuốc khác. Ngoài ra, tương tác thuốc có thể là kết quả của sự cạnh tranh cho một thụ thể hoặc đường truyền tín hiệu.
Nguy cơ tương tác thuốc xảy ra tăng lên khi số lượng thuốc dùng cho bệnh nhân tăng lên. Cả việc sử dụng thuốc và các tương tác thuốc bất lợi tiếp theo đều tăng đáng kể từ năm 2005-2011. Hơn một phần ba (36%) người cao tuổi ở Mỹ thường xuyên sử dụng năm loại thuốc hoặc chất bổ sung trở lên, và 15% có nguy cơ tiềm ẩn tương tác thuốc đáng kể.

## Hợp tác và đối kháng
Khi hai loại thuốc được sử dụng cùng nhau, tác dụng của chúng có thể là phụ gia (kết quả là những gì bạn mong đợi khi bạn kết hợp tác dụng của từng loại thuốc một cách độc lập), hiệp đồng (kết hợp các loại thuốc dẫn đến hiệu quả lớn hơn mong đợi) hoặc đối kháng (kết hợp các loại thuốc dẫn đến một tác dụng nhỏ hơn mong đợi). Đôi khi có sự nhầm lẫn về việc thuốc là hiệp đồng hay phụ gia, vì tác dụng riêng của từng loại thuốc có thể khác nhau tùy theo từng bệnh nhân. Một tương tác hiệp đồng có thể có lợi cho bệnh nhân, nhưng cũng có thể làm tăng nguy cơ quá liều lượng.